# Hiperplazie benignă de prostată

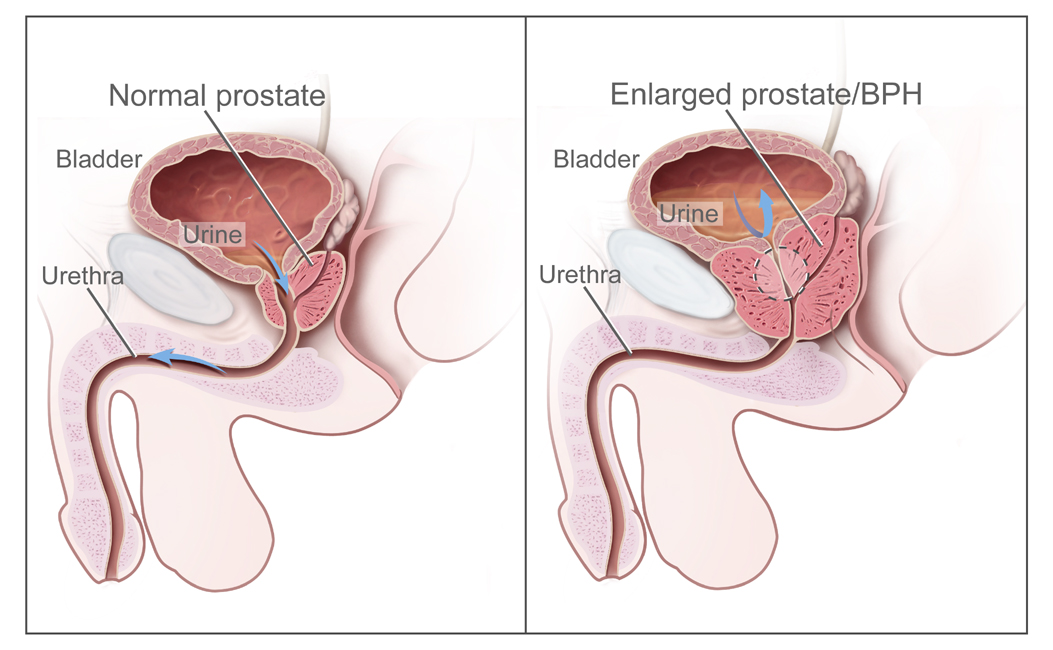
Imagine ilustrând prostată normală (stânga) şi Hiperplazie benignă de prostată (dreapta)

Hiperplazia benignă de prostată este o mărire în dimensiuni a prostatei. Hiperplazia înseamnă o mărire a numărului de celule și nu o hipertrofie a prostatei (o mărire a dimensiunii celulelor), dar termenii se folosesc adesea unul în locul celuilalt chiar și de către urologi.